# Metá Metá
Metá Metá é uma banda de jazz de São Paulo criada em 2008 e formada pelo trio Juçara Marçal (voz),  Kiko Dinucci (guitarra) e Thiago França (saxofone).
É considerado um dos grupos mais prestigiados e representativos do recente cenário musical brasileiro. O nome significa "três em um" em iorubá e o trio trabalha com a diversidade de gêneros musicais brasileiros, utilizando arranjos econômicos que ressaltam elementos melódicos e signos da música de influência africana no mundo.

## História
Seu segundo disco, MetaL MetaL, foi indicado em 2013 no Prêmio Multishow de Música Brasileira para as categorias Melhor Disco, Versão do Ano e Música Compartilhada, vencendo esta última. Em 2015 o grupo foi novamente premiado com o prêmio Versão do ano no Prêmio Multishow de Música Brasileira 2015.
Em 2015, o show Clube da Encruza, que apresentou ao lado da banda Passo Torto na Sala Funarte Sidney Miller, no Rio de Janeiro, foi eleito pela crítica do jornal O Globo como sendo um dos dez melhores shows do ano de 2015.
Em 2016, a revista Rolling Stone Brasil elegeu seu terceiro álbum MM3 como o 7º melhor disco brasileiro de 2016.
Em 2017, o grupo desenvolveu a trilha sonora do espetáculo "Gira" do Grupo Corpo, em homenagem a Exu. Duas faixas que foram excluídas do espetáculo foram lançadas em formato EP.
Em 2017, Mm3 foi indicado ao Grammy Latino de 2017 de Melhor Álbum de Rock ou Alternativo em Língua Portuguesa.

## Discografia
EPs
- Alakorô (2013)
- EP (2015)
- EP 3 (2017)

Álbuns de estúdio
- Metá Metá (2011)
- MetaL MetaL (2012)
- MM3 (2016)
- Gira (Trilha Sonora Original do Espetáculo do Grupo Corpo) (2017)

Todos os registros até MM3 estão disponíveis para download gratuito no site oficial da banda. Gira ainda não está disponível em formato digital, mas CDs foram produzidos.